# LE-Jetronic
LE-Jetronic is een brandstofinjectiesysteem van Bosch dat werd toegepast op de BMW K-modellen, maar ook op diverse Opel modellen
De "L" staat voor luchthoeveelheidsregeling en de "E" voor Europese uitvoering. Het systeem omvat onder andere een Schubabschalt of deceleratiesysteem, hetgeen inhoudt dat de injectie stopt als het gas wordt dichtgedraaid. Het systeem is vanaf de k100 rs 4v (4kleppen/cilinder) en  K 1 met het oog op het gebruik van een geregelde katalysator vervangen door Motronic. De eerste modellen van de k100 rs 4v hadden nog geen katalysator maar wel een motronic 2.1 brandstofinjectie systeem.